# Réserve naturelle des météorites de Morasko

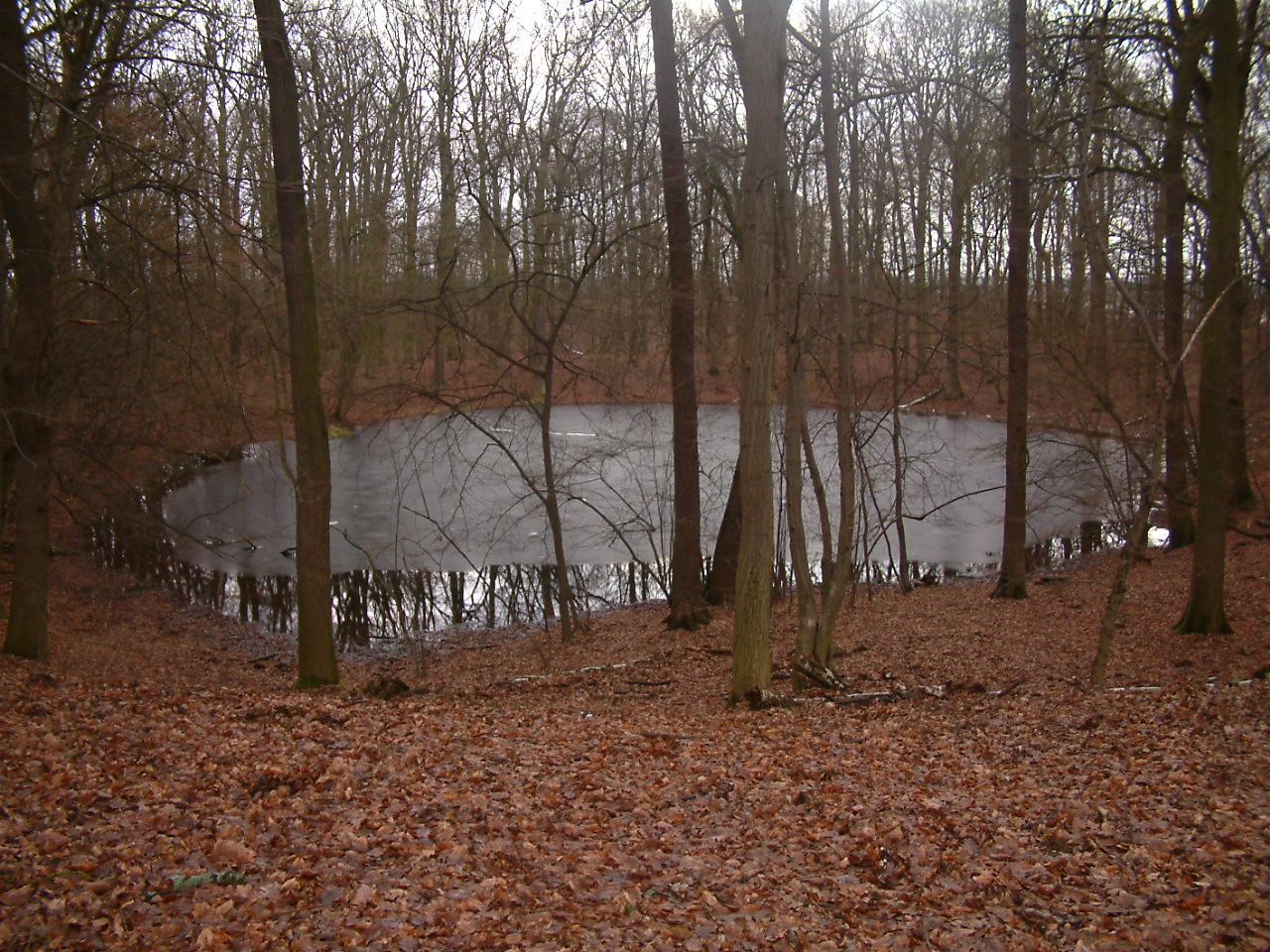
Un des cratères en hiver

La réserve naturelle des météorites de Morasko (Rezerwat przyrody meteoryt Morasko en polonais) est située dans la ville de Morasko (en), à la limite nord de la ville de Poznań (voïvodie de Grande-Pologne, Pologne). Elle comporte sept cratères d'impact. La réserve, d'une superficie de 55 hectares, a été créée en 1976 ; elle inclut le point culminant de Poznań, le mont Moraska (154 m).

## Cratères d'impact
Le plus grand des sept cratères de la réserve a un diamètre d'environ cent mètres, pour environ onze de profondeur. Cinq de ces cratères, dont le plus grand, contiennent des lacs. La date de la salve d'impacts est estimée à 5 000 ans (Holocène).
La première météorite trouvée à Morasko a été découverte en 1914 par des soldats allemands travaillant à la construction d'une fortification militaire. Depuis, de nombreux autres fragments ont été retrouvés, dont un pesant 78 kg en 1956.
En septembre 2006, Krzysztof Socha, travaillant pour le département de géologie de l'Université Adam Mickiewicz de Poznań, a découvert, à l'aide d'un détecteur de métaux, une météorite qui pesait après nettoyage 164 kg. Il s'agissait de la plus grosse météorite découverte en Pologne. L'analyse a montré que la météorite était composée d'un alliage de fer et de nickel, typique des roches extraterrestres (le fer à l'état natif n'existe pas sur Terre à l'exception de rares gisements de fer tellurique), et une petite quantité de silicates (des pyroxènes).
En octobre 2012, une météorite pesant 261 kg a été récupérée à une profondeur de 2,1 m par une équipe franco-polonaise.
L'université Adam-Mickiewicz de Poznań envisage de fonder un centre éducatif, afin d'attirer l'attention sur la réserve et ses météorites. Les bus locaux lignes 88 et 188 s'arrêtent près de la réserve, dans la ville de Morasko.

## Environnement naturel
Le territoire de la réserve est couvert d'une forêt de chênes et de charmes, entre lesquels poussent un certain nombre d'espèces rares de plantes, dont :
- le Lis martagon (Lilium martagon) ;
- l'Asaret d'Europe (Asarum europaeum) ;
- des plantes de la famille des Ceratophyllaceae.

Certains oiseaux rares peuvent également être trouvés, comme :
- l'Engoulevent d'Europe (Caprimulgus europaeus) ;
- le Pic noir (Dryocopus martius).